# Ebelsbach
Ebelsbach là một đô thị ở Haßberge bang Bavaria thuộc nước Đức.